# 브라이언 켐프
브라이언 켐프(Brian Kemp)는 미국의 사업가이자 정치인이다. 현재 제83대 조지아주 주지사이다.

## 역대 선거 결과
| 선거명      | 직책명                   | 대수  | 정당   | 득표율 | 득표수      | 결과 | 당락                   |
| ----------- | ------------------------ | ----- | ------ | ------ | ----------- | ---- | ---------------------- |
| 2002년 선거 | 상원의원 (조지아 제46부) | 147대 | 공화당 | 50.71% | 17,504표    | 1위  | 조지아 주의원 당선     |
| 2004년 선거 | 상원의원 (조지아 제46부) | 148대 | 공화당 | 51.58% | 29,424표    | 1위  | 조지아 주의원 당선     |
| 2010년 선거 | 조지아 주무장관          | 27대  | 공화당 | 56.42% | 1,440,188표 | 1위  | 조지아주 주무장관 당선 |
| 2014년 선거 | 조지아 주무장관          | 27대  | 공화당 | 57.47% | 1,452,554표 | 1위  | 조지아주 주무장관 당선 |
| 2018년 선거 | 조지아 주지사            | 83대  | 공화당 | 50.22% | 1,978,408표 | 1위  | 조지아 주지사 당선     |
| 2022년 선거 | 조지아 주지사            | 83대  | 공화당 | 53.40% | 2,109,234표 | 1위  | 조지아 주지사 당선     |